# Julvécourt
Julvécourt est une commune française située dans le département de la Meuse, en région Grand Est.

## Géographie

### Hydrographie
La commune est dans la région hydrographique « la Seine du confluent de l'Oise (inclus) à l'embouchure » au sein du bassin Seine-Normandie. Elle est drainée par la Cousances et divers autres petits cours d'eau,.
La Cousances, d'une longueur de 29 km, prend sa source dans la commune de Souilly et se jette  dans l'Aire à Aubréville, après avoir traversé neuf communes. 

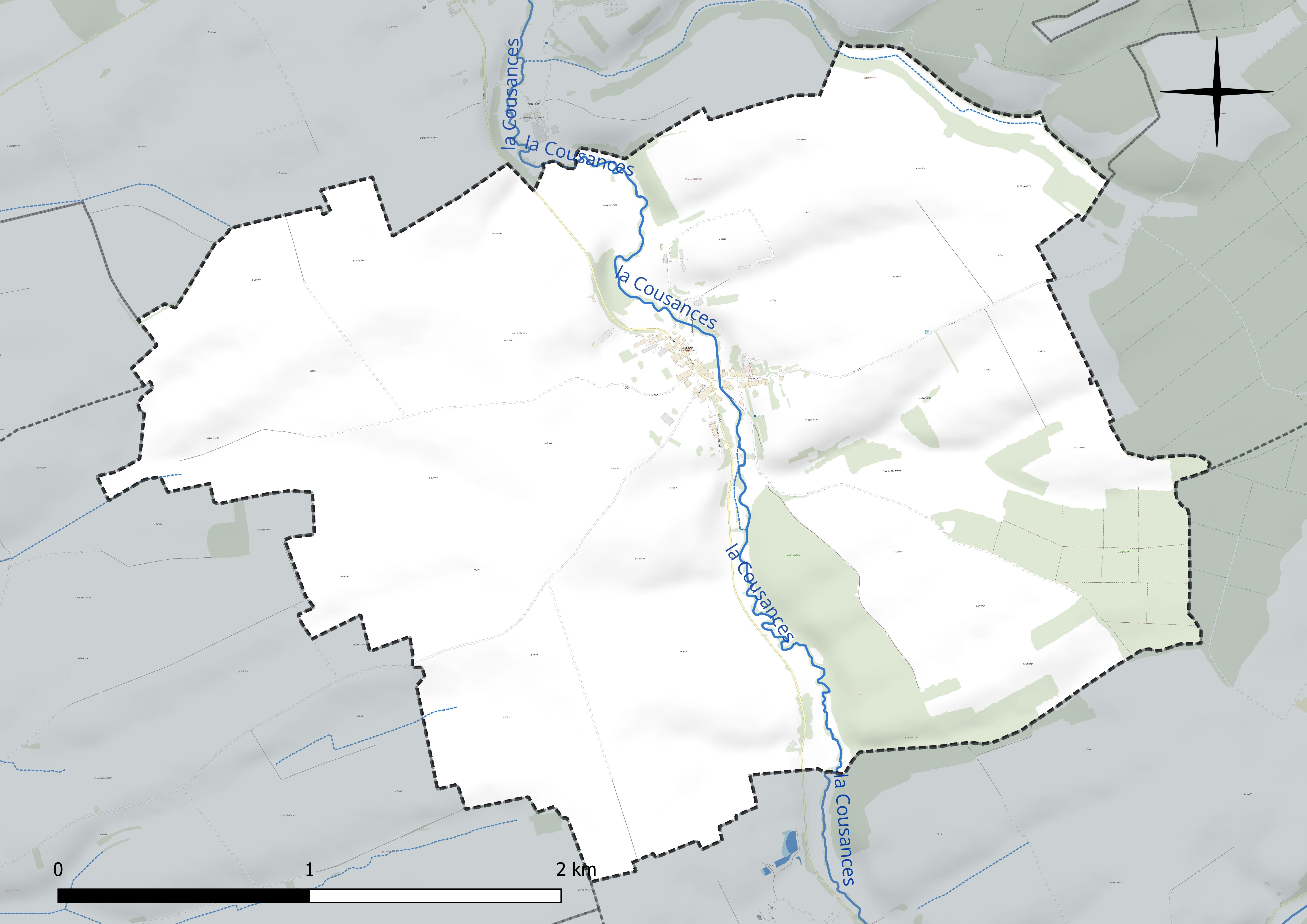
Réseau hydrographique de Julvécourt.

### Climat
Pour des articles plus généraux, voir Climat du Grand Est et Climat de la Meuse.
En 2010, le climat de la commune est de type climat de montagne, selon une étude du Centre national de la recherche scientifique s'appuyant sur une série de données couvrant la période 1971-2000. En 2020, Météo-France publie une typologie des climats de la France métropolitaine dans laquelle la commune est exposée à un climat océanique altéré et est dans la région climatique  Lorraine, plateau de Langres, Morvan, caractérisée par un hiver rude (1,5 °C), des vents modérés et des brouillards fréquents en automne et hiver. 
Pour la période 1971-2000, la température annuelle moyenne est de 9,7 °C, avec une amplitude thermique annuelle de 16,1 °C. Le cumul annuel moyen de précipitations est de 1 026 mm, avec 13,8 jours de précipitations en janvier et 9,6 jours en juillet. Pour la période 1991-2020, la température moyenne annuelle observée sur la station météorologique de Météo-France la plus proche, « Aubréville_sapc », sur la commune d'Aubréville à 12 km à vol d'oiseau, est de 10,9 °C et le cumul annuel moyen de précipitations est de 854,3 mm. 
La température maximale relevée sur cette station est de 41,8 °C, atteinte le 25 juillet 2019 ; la température minimale est de −15,7 °C, atteinte le 20 décembre 2009,,. 
Les paramètres climatiques de la commune ont été estimés pour le milieu du siècle (2041-2070) selon différents scénarios d'émission de gaz à effet de serre à partir des nouvelles projections climatiques de référence DRIAS-2020. Ils sont consultables sur un site dédié publié par Météo-France en novembre 2022.

## Urbanisme

### Typologie
Au 1er janvier 2024, Julvécourt est catégorisée commune rurale à habitat très dispersé, selon la nouvelle grille communale de densité à sept niveaux définie par l'Insee en 2022.
Elle est située hors unité urbaine. Par ailleurs la commune fait partie de l'aire d'attraction de Verdun, dont elle est une commune de la couronne,. Cette aire, qui regroupe 103 communes, est catégorisée dans les aires de moins de 50 000 habitants,.

### Occupation des sols
L'occupation des sols de la commune, telle qu'elle ressort de la base de données européenne d’occupation biophysique des sols Corine Land Cover (CLC), est marquée par l'importance des territoires agricoles (88,4 % en 2018), une proportion identique à celle de 1990 (88,4 %). La répartition détaillée en 2018 est la suivante : 
terres arables (75,5 %), prairies (12,9 %), forêts (11,6 %). L'évolution de l’occupation des sols de la commune et de ses infrastructures peut être observée sur les différentes représentations cartographiques du territoire : la carte de Cassini (XVIIIe siècle), la carte d'état-major (1820-1866) et les cartes ou photos aériennes de l'IGN pour la période actuelle (1950 à aujourd'hui).

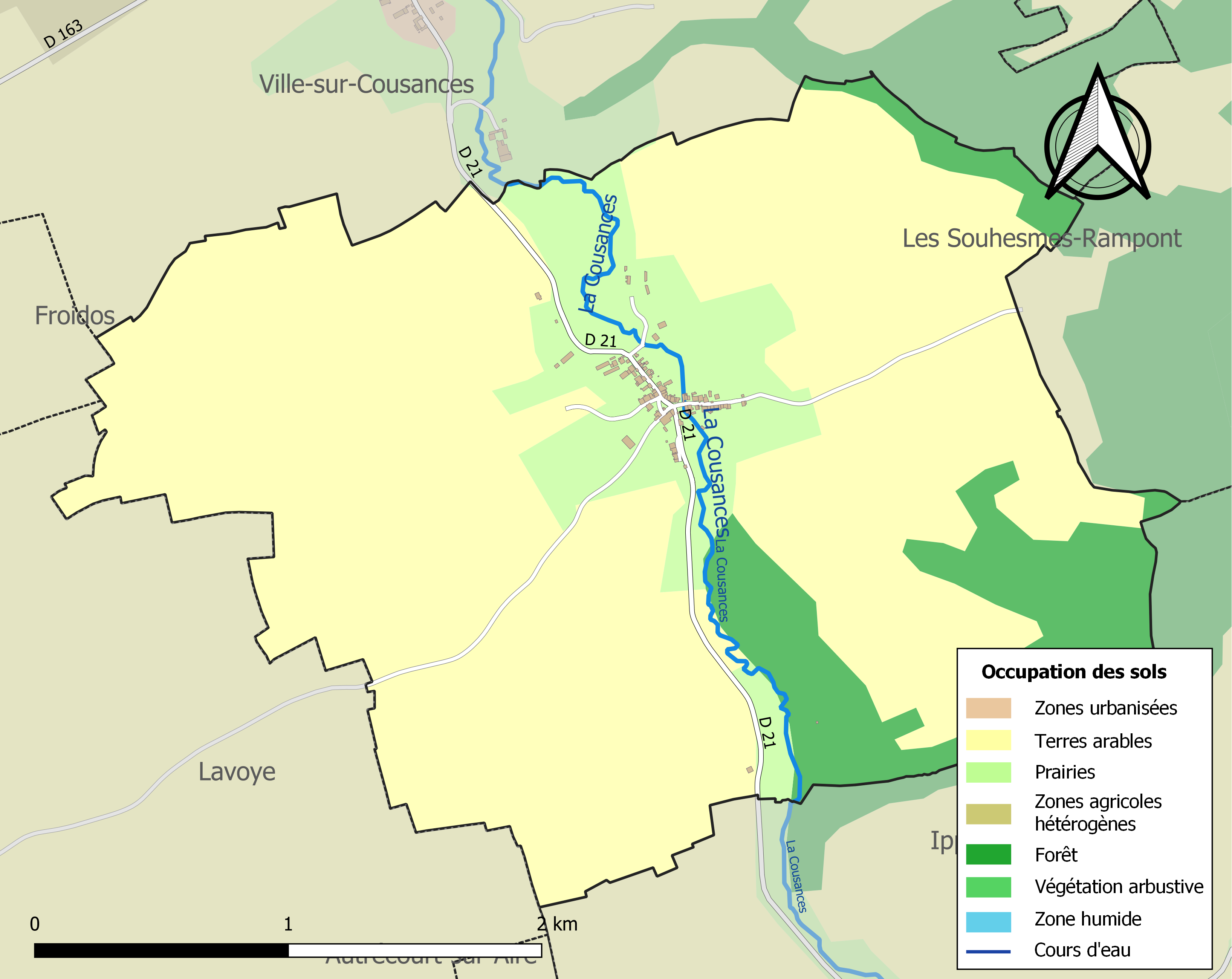
Carte des infrastructures et de l'occupation des sols de la commune en 2018 (CLC).

## Toponymie
Le nom de la localité est attesté sous les formes Gislei-cortis (962) ; Gislanicurtis (980) ; Gisloni-curtis (1015) ; Gisleni-curtis (1047) ; Gislahardi-villa ou curtis (1049) ; Gislei-curtis (XIe siècle) ; Gislenicurtis (1125) ; Gilencourt (1367) ; Gilvécourt (1382) ; Gilvescourt (1620) ; Gilvecour (1656) ; Julvecour (1700) ; Gilvecuria (1738).

## Politique et administration
| Période                                  | Période   | Identité                                           | Étiquette | Qualité      |
| ---------------------------------------- | --------- | -------------------------------------------------- | --------- | ------------ |
| Les données manquantes sont à compléter. |           |                                                    |           |              |
| mars 2001                                | mars 2014 | Jean-Luc Furaux                                    |           |              |
| mars 2014                                | En cours  | Maryline Poutrieux Réélue pour le mandat 2020-2026 |           | Technicienne |

## Population et société

### Démographie

#### Évolution démographique
L'évolution du nombre d'habitants est connue à travers les recensements de la population effectués dans la commune depuis 1793. Pour les communes de moins de 10 000 habitants, une enquête de recensement portant sur toute la population est réalisée tous les cinq ans, les populations de référence des années intermédiaires étant quant à elles estimées par interpolation ou extrapolation. Pour la commune, le premier recensement exhaustif entrant dans le cadre du nouveau dispositif a été réalisé en 2007.

En 2022, la commune comptait 59 habitants, en évolution de −1,67 % par rapport à 2016 (Meuse : −4,4 %, France hors Mayotte : +2,11 %).
| 1793 | 1800 | 1806 | 1821 | 1831 | 1836 | 1841 | 1846 | 1851 |
| ---- | ---- | ---- | ---- | ---- | ---- | ---- | ---- | ---- |
| 217  | 276  | 271  | 263  | 269  | 299  | 276  | 289  | 270  |

| 1856 | 1861 | 1866 | 1872 | 1876 | 1881 | 1886 | 1891 | 1896 |
| ---- | ---- | ---- | ---- | ---- | ---- | ---- | ---- | ---- |
| 274  | 289  | 265  | 261  | 261  | 237  | 255  | 239  | 226  |

| 1901 | 1906 | 1911 | 1921 | 1926 | 1931 | 1936 | 1946 | 1954 |
| ---- | ---- | ---- | ---- | ---- | ---- | ---- | ---- | ---- |
| 195  | 196  | 189  | 178  | 178  | 181  | 168  | 125  | 140  |

| 1962 | 1968 | 1975 | 1982 | 1990 | 1999 | 2006 | 2007 | 2012 |
| ---- | ---- | ---- | ---- | ---- | ---- | ---- | ---- | ---- |
| 136  | 122  | 83   | 74   | 72   | 77   | 72   | 71   | 64   |

| 2017 | 2022 | - | - | - | - | - | - | - |
| ---- | ---- | - | - | - | - | - | - | - |
| 57   | 59   | - | - | - | - | - | - | - |

## Culture locale et patrimoine

### Lieux et monuments

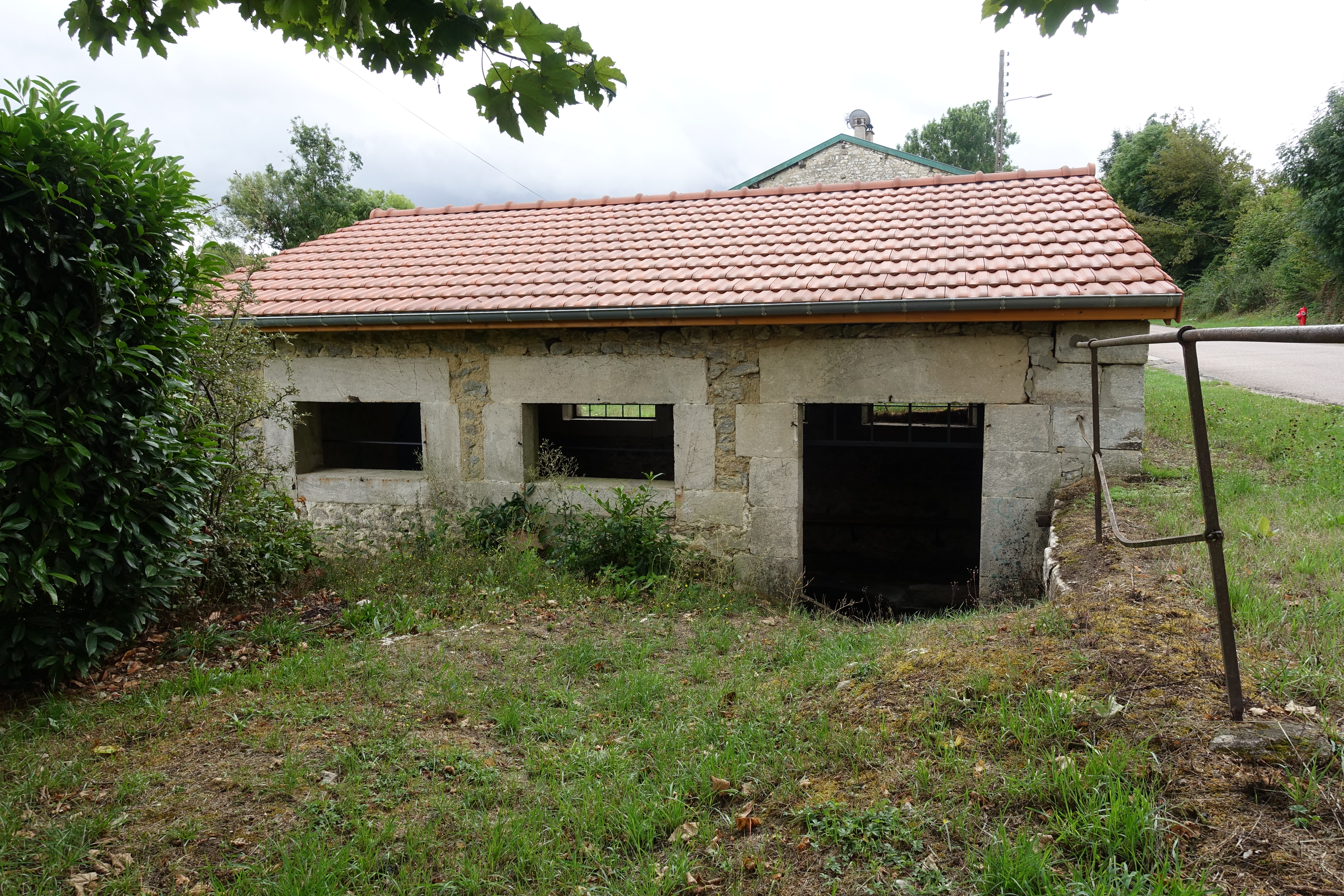
Lavoir à Julvécourt

### Héraldique
| Blason de Julvécourt | Blason  | Tranché, au 1, d'azur à un ange en vol posé en bande de carnation, vêtu d'argent, chevelé et ailé d'or, portant une plume du même de sa main dextre, senestré d'une faine du même ; au 2 d'or, à l'écusson d'azur chargé d'une couronne d'or et à 6 vergettes d'argent brochant sur le tout, surmonté à dextre d'un brin de luzerne en pal feuillé de sinople et fleuri de gueules. |
| Blason de Julvécourt | Détails | L'écusson d'azur comporte une couronne, enfermée par les 6 vergettes pour évoquer un notable (dans l'ancien régime c'était généralement un noble) pris en otage. L'écusson fait ainsi allusion au toponyme du village : Julvécourt ( Gislanicurtis en 980, Gilvécourt en 1382) dérivé selon Dauzat et Benoit et Michel de l'allemand geisel signifiant otage L'ange est l'attribut de l'évangéliste Saint Mathieu auquel est vouée l'église du village datant du XVIIe siècle. Avant 1790, Julvécourt était rattaché au Clermontois évoqué par l'azur, l'or et les gueules de la luzerne ; le prince de Condé portait "d'azur à 3 fleurs de lys d'or, au bâton péri en bande de gueules". Le brin de luzerne représente les activités agricoles : les cultures et l'élevage. La faine est celle des hêtres des forêts environnantes hantés par les pics verts en soutien. Création de Robert A. LOUIS et Dominique LACORDE, membres du Comité Lorrain d’Héraldique, adoptées le 18/08/2021, Madame Maryline POUTRIEUX étant maire. |